# Eukoenenia chartoni
Eukoenenia chartoni is een spinnensoort in de taxonomische indeling van de Palpigradi.
Het dier komt uit het geslacht Eukoenenia. Eukoenenia chartoni werd in 1950 beschreven door Rémy.